# Historia ruchu komunistycznego
Historia ruchu komunistycznego obejmuje historię grup i organizacji uznających idee komunistyczne.

## Komunizujące ruchy polityczne do rewolucji francuskiej
Zwolennicy komunizmu szukali początków swojego ruchu już w starożytności. Wskazywali, że komunistyczny charakter miały bunty uciśnionych, zmierzające do ich wyzwolenia, np. powstanie Spartakusa w 73-71 r. p.n.e. W historii istniało też wiele ruchów, mających na celu obalenie istniejących hierarchii władzy, propagujących równość i wspólnotę własności. Taki charakter miał ruch perskiego filozofa Mazdaka w imperium Sasanidów (V-VI w. n.e.).
W okresie średniowiecza i późniejszej reformacji powstaje wiele grup religijnych mających charakter chrześcijańskiego komunizmu. Grupy te czerpały na ogół inspirację z Pisma Świętego. Niektóre odłamy purytanizmu w okresie angielskiej wojny domowej, szczególnie diggerzy, również nawoływały do zniesienia prywatnej własności i zaprowadzenia radykalnej równości.
Krytyka własności prywatnej nasiliła się w okresie oświecenia. Bardzo wpływowe były pisma Jeana-Jacques’a Rousseau. W Rozprawie o pochodzeniu i podstawach nierówności między ludźmi (1755 r.) dowodził, że powstanie własności prywatnej było źródłem upadku moralnego ludzkości. Do radykalnej równości i wspólnoty własności nawoływały niektóre grupy okresu rewolucji francuskiej. Najbardziej znanym aktywistą był François Noël Babeuf, postulujący wspólną własność ziemi i ogółu ekonomii oraz polityczną równość obywateli.

## Socjalizm utopijny
Słowo socjalizm pojawiło się po raz pierwszy w 1832 r. Socjalistami określano początkowo społecznych reformatorów z początków XIX wieku, którzy zaczęli zakładać wspólnoty oparte na wspólnej własności. W odróżnieniu od wielu wcześniejszych wspólnot komunistycznych miały one podstawy oświeceniowe, a nie religijne. Najbardziej znanym z ówczesnych reformatorów był Robert Owen, który założył osadę w New Harmony w stanie Indiana. Także zwolennicy Charles’a Fouriera organizowali osady oparte na własności powszechnej, największą z nich była Brook Farm w Stanach Zjednoczonych, która działała w latach 1841–1847.
Reformatorzy ci byli przez późniejszych komunistów opisywani jako socjaliści utopijni (pojęcie Karola Marksa), co miało podkreślać ich odmienność od marksizmu, który miał być socjalizmem naukowym (termin Fryderyka Engelsa).

## Powstanie współczesnego komunizmu
Komunizm w nowoczesnej formie wyrósł z ruchu socjalistycznego pod koniec XIX wieku. W okresie rewolucji przemysłowej socjaliści obwiniali kapitalizm za nędzę pracowników i promowali emancypację proletariatu. Najbardziej popularnymi ówczesnymi socjalistami byli Marks i Engels. W 1848 roku zaproponowali nową definicję komunizmu i spopularyzowali ją w Manifeście Komunistycznym. Ruch komunistyczny oddzielił się od ruchu socjalistycznego na przełomie XIX i XX wieku, uważając dotychczasowe metody działania za nieskuteczne. Ich zdaniem partie socjalistyczne sprzeniewierzyły się swoim ideałom. Komuniści stawiali szczególny nacisk na międzynarodową współpracę proletariatu do walki z kapitalizmem.
Pierwszą międzynarodową organizacją skupiającą ludzi o lewicowych i radykalnie lewicowych była I Międzynarodówka powstała w 1864 roku jednak z powodu konfliktów między marksistami a anarchistami została rozwiązana w 1876 roku, a na jej miejsce została założona przez marksistów w 1889 roku II Międzynarodówka, która po zakończeniu I wojny światowej podzieliła się na dwa nurty:
- wiązany z partią bolszewicką, z inicjatywy której utworzono tzw. III Międzynarodówkę,
- niezależny, międzynarodowy ruch socjalistyczny, w ramach którego działała Międzynarodówka Socjalistyczna.

Późniejszą formą organizacyjną były partie komunistyczne, których celem było zdobycie władzy drogą rewolucyjną. Odrzucały one tradycyjne parlamentarne metody działania, uważając je za nieskuteczne i argumentując, że w ramach systemu kapitalistycznego nie można przeprowadzić trwałych prospołecznych zmian. Komuniści zrzeszyli się w III Międzynarodówce, która przejęła zasady organizacji bolszewików.

## Powstanie państw socjalistycznych

### Rosyjski ruch socjalistyczny do rewolucji
Pod koniec XIX wieku marksizm w carskiej Rosji przybrał odrębny charakter niż ten w pozostałej części Europy. Pierwszą główną postacią rosyjskiej myśli marksistowskiej był Gieorgij Plechanow, późniejszy krytyk Lenina i bolszewików oraz zwolennik demokratycznej formy socjalizmu. U podstaw prac Plechanowa leżało założenie, że Rosja, mniej zurbanizowana i uprzemysłowiona niż Europa Zachodnia, potrzebuje jeszcze wielu lat, aby przygotować się do rewolucji proletariackiej. Musi być też ona poprzedzona okresem demokracji.
W 1898 r. powstała Socjaldemokratyczna Partia Robotnicza Rosji (RSDPR). W 1903 rozpadła się na dwie frakcje: mienszewików o charakterze socjaldemokratycznym, oraz rewolucyjnie nastawionych bolszewików pod przywództwem Lenina. Bolszewicy uważali, że możliwe jest przeprowadzenie w Rosji rewolucji i „przeskoczenie” etapu gospodarki kapitalistycznej. Pogląd taki znajdował też pewne uzasadnienie w pismach Marksa.

### Rewolucja październikowa
W 1917 w Rosji roku wybuchła rewolucja październikowa, w której przywództwo zdobyli bolszewicy. Tym samym Rosja stała się pierwszym krajem w którym siła o orientacji marksistowsko-rewolucyjnej przejęła władzę.
Bolszewikom udało się dojść do władzy dzięki zmęczeniu społeczeństwa rosyjskiego I wojną światową. Poprzez hasła takie jak „pokoju, chleba i ziemi” bolszewicy zyskali poparcie dużej części chłopstwa, która domagała się reformy rolnej. Po 1917 roku zaczęto powszechnie odróżniać określenia „komunizm” i „socjalizm”. Frakcja bolszewicka stała się odrębną partią, która przyjęła w nazwie określenie „komunistyczna”. Początkowo była to Rosyjska Partia Komunistyczna (bolszewików) RPK(b)(od 1918 r.), następnie Wszechzwiązkowa Partia Komunistyczna (bolszewików) WKP(b) (od 1925 r.), a w końcu Komunistyczna Partia Związku Radzieckiego KPZR (od 1952 r.).
Do czasu powrotu Lenina do Piotrogrodu z zagranicy, bolszewicy nie odgrywali czołowej roli w wystąpieniach rewolucyjnych. Po powrocie do kraju Lenin zwołał Zjazd Rad, tworząc Komitet Wojskowo-Rewolucyjny, który znalazł się pod kontrolą bolszewików. Dowództwo nad radami objął Lew Trocki. W 1917 powstało szereg republik uznających się za państwa socjalistyczne. Po połączeniu w 1922 r. powstał ZSRR.
Bolszewicy wydali w tym okresie dekret o samostanowieniu narodów Imperium Rosyjskiego. W lipcu 1921 Armia Czerwona pod pretekstem pomocy komunistom Suche Batora zajęła Mongolię Zewnętrzną rozbijając wojska Ungerna i mongolskie. Ustanowiony został rząd komunistyczny, jednak zachowano ustrój teokratyczny i władzę Bogda Chana, dopiero po jego śmierci w 1924, proklamowano utworzenie Mongolskiej Republiki Ludowej. Podczas rosyjskiej wojny domowej (1918-1922), bolszewicy upaństwowili wszystkie produktywne nieruchomości i wprowadzili politykę komunizmu wojennego. Stawiane fabryki i kolejne pozostawały pod ścisła kontrolą rządu. Po trzech latach wojny i powstaniu w Kronsztadzie w 1921, Lenin ogłosił Nową Politykę Ekonomiczną (NEP). NEP trwał do 1928 roku, kiedy Józef Stalin przejął władzę w partii i zaczął realizować gospodarkę planów pięcioletnich.

### Komintern i Węgierska Republika Rad
W 1916 r. rozpadła się II Międzynarodówka. W 1919 r. Lenin utworzył konkurencyjną wobec głównego nurtu socjalizmu europejskiego III Międzynarodówkę (Międzynarodówka Komunistyczna lub Komintern). III Międzynarodówka ustaliła 21 warunków przystąpienia do jej struktur i rozesłała propozycję przystąpienia do tejże organizacji do większości organizacji socjalistycznych Europy. Główną zasadą funkcjonowania był centralizm demokratyczny. Odzew był jednak niewielki i doprowadził do rozłamu w wielu partiach socjalistycznych, Jedynie we Francji znacząca część członków opuściła SFIO i dołączyła do komunistycznej SFIC. Odtąd określenie „komunizm” było stosowane do organizacji działających pod patronatem Kominternu. Ich program wzywał do zjednoczenia robotników świata i rewolucji która miałaby ustanowić dyktaturę proletariatu, jak i rozwój gospodarki socjalistycznej.

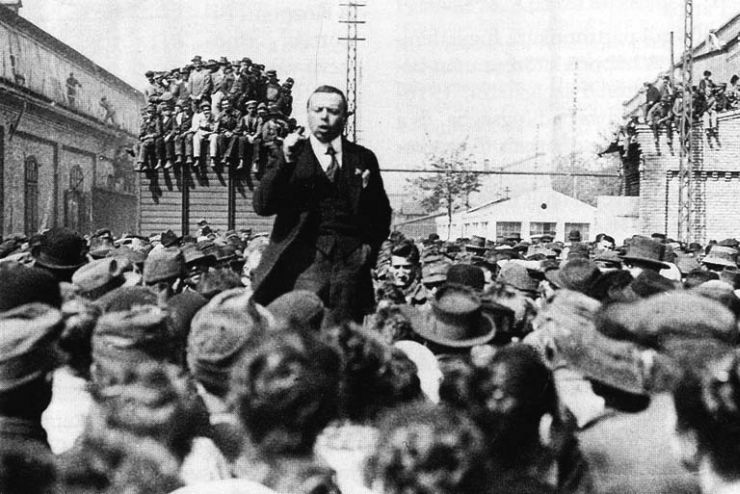
Béla Kun na wiecu w 1919 roku

W Europie w tym okresie z inicjatywy Kominternu, zaczęły powstać partie komunistyczne składające się w dużej mierze z rewolucyjnych skrzydeł ówczesnych partii socjalistycznych. Komunistom udało się utworzyć Węgierską Republikę Rad. Do powstania rządu radzieckiego, doszło gdy pierwszy rząd niepodległych Węgier podał się do dymisji. Komuniści zawiązali koalicję z socjaldemokratami, korzystając także ze wsparcia znacznej części oficerów dążących do pokonania obcych sił na terenach zamieszkiwanych przez Węgrów. Przywódcą Republiki został Bela Kun, jeniec wojenny uwolniony z rosyjskiej niewoli po rewolucji. Wojska Republiki Rad rozpoczęły ofensywę w Rumunii i Słowacji, chcąc zachować tereny rdzennie węgierskie które miały przejść w ręce Czechosłowacji i Królestwa Rumunii po traktatach pokojowych. Węgierskim komunistom udało się wspomóc nowo powstałą Słowacką Republikę Rad, która jednak została rozwiązana przez wojska czechosłowackie. Bela Kun wzorując się na Rosji Radzieckiej, znacjonalizował przemysł oraz rozpoczął kampanię antyklerykalną, a Węgry przyjęły nową konstytucję. W odpowiedzi na radykalne reformy w kraju zaczęły wybuchać powstania. Ogarnięty chaosem kraj szybko znalazł się w zasięgu armii państw sąsiednich, które nowym przywódcą Węgier mianowały admirała Miklósa Horthiego. W kraju zaprowadzono biały terror, a przywódcy Republiki Rad, nie otrzymując pomocy ze strony bolszewików, musieli udać się na emigrację.
W 1921 roku strajki pracownicze przeciwko polityce rządu we Włoszech zmieniły się w rewoltę komunistyczną. Pracownicy zajęli fabryki w Turynie i Mediolanie w północnych Włoszech, rząd szybko zdławił bunt robotników. W tym samym roku wybuchło powstanie komunistyczne w Niemczech. Do kolejnego powstania w tym kraju doszło dwa lata później, jednak i za drugim razem komuniści zostali pokonani przez siły rządowe. Także w Bułgarii w 1923 roku doszło do nieudanego powstania, jednak jak większość innych rebelii w Europie, została stłumione.

## Komunizm w latach 20. XX wieku

### ZSRR
W 1924 roku władzę w ZSRR objął Józef Stalin. Ze znaczących działaczy bolszewickich popierał go np. Nikołaj Bucharin. Do jego przeciwników należeli Lew Trocki, Grigorij Zinowjew i Lew Kamieniew. Stalin wprowadził przymusową kolektywizację rolnictwa. Polityka ta doprowadziła do głodu w niektórych częściach ZSRR (np. na Ukrainie). Stalin dążył do wyeliminowania opozycji wewnątrz ZSRR oraz podporządkowania sobie Kominternu.

### Niemcy

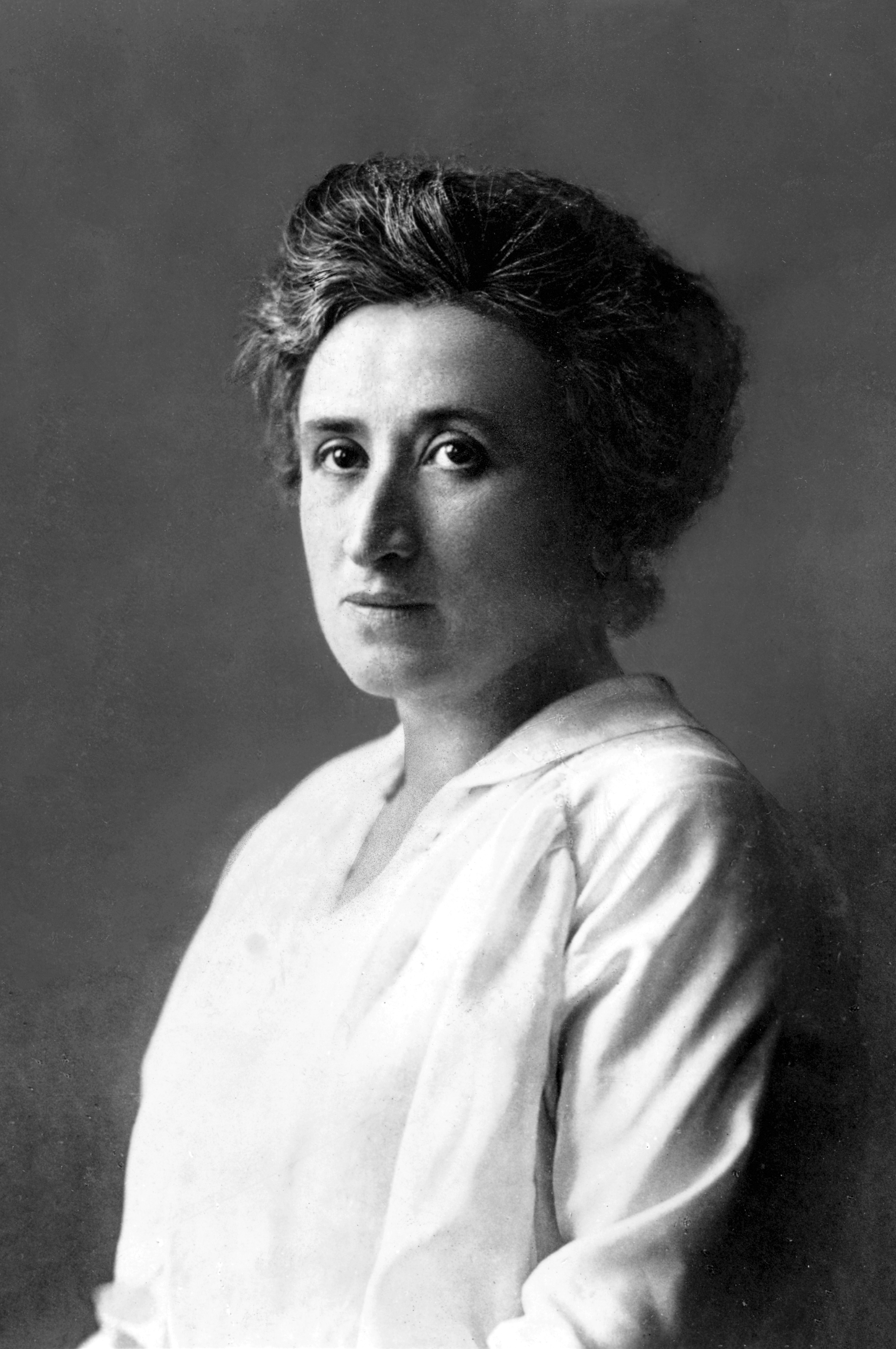
Róża Luksemburg

W 1915 roku rewolucyjna frakcja Socjaldemokratycznej Partii Niemiec, na czele której stali Róża Luksemburg i Karl Liebknecht, powołała niezależną organizację pod nazwą Związek Spartakusa. Powodem rozłamu w niemieckiej socjaldemokracji było poparcie przez większość partii udziału Niemiec w I wojnie światowej (uznawanej przez lewe skrzydło za „wojnę imperialistyczną”). W 1915 roku Związek zmienił nazwę na „Gruppe Internationale”, a po 1916 na „Grupę Spartakusa”. Przywódcy ruchu Liebknecht i Luksemburg w latach 1916–1918 za działalność pacyfistyczną zostali osadzeni w więzieniu. Pozbawiona kierownictwa grupa w 1917 roku weszła w skład Niezależnej Socjaldemokratycznej Partii Niemiec (USPD). Po rewolucji październikowej wielu spartakusowców zaczęło agitować na rzecz wybuchu rewolucji również w Niemczech.
9 listopada 1918 roku Liebknecht proklamował z balkonu pałacu cesarskiego powstanie republiki socjalistycznej, o dwie godziny wyprzedził go członek skrzydła reformistycznego SPD, Philipp Scheidemann, który ogłosił w Reichstagu powołanie Republiki Weimarskiej. Rewolucja listopadowa, która do tego momentu wymierzona była przede wszystkim przeciwko władzy cesarza, zamieniła się w walkę między różnymi nurtami niemieckiej lewicy. SPD domagała się utworzenia ustroju republikańskiego. Z kolei USPD domagała się zakończenia wojny i budowy państwa opartego na Radach Robotniczych i Żołnierskich, Związek Spartakusa natomiast głosił koncepcję ponadnarodowej rewolucji europejskiej.
10 listopada na terenie Alzacji i Lotaryngii powołana została Alzacka Republika Rad, lider miejscowej socjaldemokracji Jacques Peirotes natychmiast zwrócił się do wojsk francuskich o opanowanie „anarchii”. 13 kwietnia 1919 roku utworzona została współrządzona przez anarchistów Bawarska Republika Rad. Miesiąc później, 3 maja, wojska republiki zajęły jej stolicę (Monachium), kładąc jej kres.
Luksemburg głosiła poglądy konsekwentnie antybolszewickie, krytykując Lenina za autorytaryzm. Jej zwolennicy, luksemburgiści widzieli mimo to w rewolucji rosyjskiej szansę na rozprzestrzenienie rewolucji robotniczej w całej Europie. Róża Luksemburg i Karl Liebknecht zostali zamordowani przez oddziały Freikorps po wystąpieniach robotniczych w Berlinie w 1919 roku. Z zastawionej obławy zbiegł Wilhelm Pieck.
Po rozłamie wewnątrz USPD w grudniu 1918 roku, Spartakusowcy utworzyli Komunistyczną Partię Niemiec, będącą sekcją Międzynarodówki Komunistycznej.

### Polska
W Polsce w wyniku połączenia Socjaldemokracji Królestwa Polskiego i Litwy oraz Polskiej Partii Socjalistycznej – Lewica w 1918 roku powstała Komunistyczna Robotnicza Partia Polski. KPRP od samego początku była wrogo nastawiana wobec nowo powstałej II Rzeczypospolitej, uważając je za państwo autorytarne i burżuazyjne. Stąd też partia zbojkotowała wybory parlamentarne w styczniu 1919 roku, nie biorąc w nich udziału.
W latach 1918–1919 na terenie Polski partie robotnicze tworzyły niezależne rady na wzór niemieckich Arbeiterräte i rosyjskich sowietów. Co prawda KPRP miała w nich mniejsze wpływy niż socjalistyczne PPS i Bund, a w niektórych miejscach nawet mniejszy wpływ od Narodowego Związku Robotniczego. W radach tych największe poparcie KPRP odnotowała w Warszawie, Zamościu oraz Dąbrowie. Na terenie Zamościa i Dąbrowy wojsko tłumiło zbrojne wystąpienia Gwardii Czerwonej. W 1919 roku podporządkowane KPRP związki zawodowe liczyły 77 000 osób a sama partia liczyła od 5 do 6 tysięcy członków. Polski ruch komunistyczny składał się z takich organizacji jak grupująca Ślązaków Komunistyczna Partia Górnego Śląska, Komunistycznej Partii Zachodniej Ukrainy, Komunistyczna Partia Zachodniej Białorusi oraz krótko istniejącej Komunistycznej Partii Galicji Wschodniej. Nie widząc szans na rewolucję „od wewnątrz”, KPRP przyjęła pozytywnie wieść o rewolucji z zewnątrz, która do historii przeszła jako wojna polsko-bolszewicka. Armii Czerwonej udało się uformować sześć pułków składających się z Polaków, jednak do spontanicznych zrywów proradzieckich nie dochodziło, w rezultacie kierownictwo przyszłej Polskiej Republiki Rad zmieniało swoje siedziby zgodnie z ruchem wojsk bolszewickich. W skład przyszłego rządu wchodziło niewielu działaczy KPRP, jednak sama partia akceptowała go. Akty przemocy dokonywane przez Czeka, na czele której stał Polak Feliks Dzierżyński, zraziły wielu polskich robotników przeciwko Rosji Radzieckiej. Ostatecznie RFSRR uznała II RP w traktacie ryskim.
Uznanie II RP przez Rosję Radziecką odbiło się na działaniach polskiego ruchu komunistycznego. W 1922 roku do sejmu wybranych zostało dwóch przedstawicieli partii komunistycznej. Byli nimi Stefan Królikowski i Stanisław Łańcucki. Na drugim kongresie (1923) zmieniono nazwę KPRP na Komunistyczną Partię Polski oraz uznano dotychczasową linię polityczną za błędną. Legalnym komitetem wyborczym KPP był Związek Proletariatu Miast i Wsi, który co jakiś czas wprowadzał swoich kandydatów do parlamentu. W 1926 roku komuniści poparli przewrót majowy przeprowadzony przez zwolenników Józefa Piłsudskiego. Poparcie to został następnie określone przez KPP jako błąd majowy. Decyzja o poparciu została potępiona przez część polskich komunistów i władze ZSRR. A wystąpienia komunistów przeciw dotychczasowej władzy zostały stłumione przez piłsudczyków. Na Poparciu KPP wobec Piłsudskiego, zaważył głównie negatywny stosunek partii wobec rządu „Chjeno-Piastu”. Na kongresie w 1932 roku, z partii wydalone został ortodoksyjnie marksistowskie skrzydło na czele z Izaakiem Deutscherem. Według wewnątrzpartyjnych i pozapartyjnych polskich trockistów i luksemburgistów należało dojść do porozumienia z PPS i organizacjami socjaldemokratycznymi, wspólnie działając przeciwko faszyzmowi.

### Stany Zjednoczone
W 1919 roku w Stanach Zjednoczonych założona została Komunistyczna Partia Pracy i Partia Komunistyczna. Obydwie organizacje połączyły się tworząc istniejącą do dziś Komunistyczną Partię Stanów Zjednoczonych (CPUSA). Komuniści amerykańscy utworzyli związek zawodowy Trade Union Unity League zrzeszający początkowo ponad 50 tys. pracowników. Okres po rewolucji październikowej stał się w USA czasem podsycanej przez rząd „czerwonej paniki”. W latach 1918–1920, w reakcji na ataki bombowe ze strony anarchistycznych bojówek, rząd amerykański nasilił represje wobec komunistów, organizując masowe aresztowania i akcje policyjne skierowane przeciwko CPUSA. Działalność komunistów w Stanach Zjednoczonych była ukierunkowana nie tylko na zwalczanie nierówności społecznych, ale również segregacji rasowej w USA; w latach 20. i 30. XX wieku amerykańscy komuniści byli jedyną krajową siłą polityczną opowiadającą się za całkowitą równością rasową.

### Francja

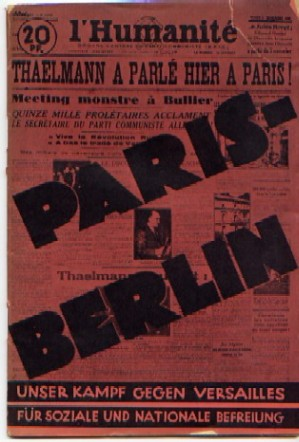
Strona tytułowa francuskiego dziennika „L’Humanité” – organu SFIO (1905-1920) i Francuskiej Partii Komunistycznej (1920-1994)

Pierwsze wybory, w których udział wzięła Francuska Partia Komunistyczna, odbyły się w 1924 roku. Partia zdobyła wówczas 9,82% poparcia. W 1928 roku partia nieznacznie zwiększyła poparcie do 11,26%, w 1932 roku jej poparcie spadło do 8,32% było to spowodowane powstaniem nowego ugrupowania pod nazwą Proletariacka Partia Jedności. Francuscy komuniści zyskali w 1936 roku na fali zadowolenia z powstania Frontu Ludowego, uzyskali wówczas rekordową w okresie 20-lecia międzywojennego liczbę parlamentarzystów (72) i 15,26% poparcia.

### Mongolia i Tuwa
Na skutek rewolucji w Mongolii w 1921 roku, trzy lata później powstała Mongolska Republika Ludowa. Na czele sił rewolucyjnych stał Damdin Suche Bator, przeciwko jego wojskom stanęły siły białego rosyjskiego generała Romana von Ungerna-Sternberga i wojsko chińskie. Ungern proklamował monarchię teokratyczną na czele z Bogda Chanem. Na czele mongolskiego ruchu wyzwoleńczego walczącego przeciw siłom rosyjskim stanął probolszewicki Chorlogijn Czojbalsan i dążący do niezależności Mongolii Damdin Suche Bator. Siły wierne białym zostały pokonane w lipcu 1921 roku, gdy przybyły oddziały Armii Czerwonej. Bogda Chan pozostawał oficjalnie głową państwa do śmierci w 1924 roku, w tym samym roku proklamowana została Mongolska Republika Ludowa.
W 1921 roku powołana została Mongolska Partia Ludowa. W 1924 roku podjęto decyzję o zmianie nazwy na Mongolska Partia Ludowo-Rewolucyjna. W latach 30. do władzy wewnątrz partii doszedł Chorlogijn Czojbalsan, zwolennik stalinizmu. W okresie jego rządów w partii doszło do czystki w wyniku której z partii wydaleni zostali przeciwnicy dalszej integracji z ZSRR. Od roku 1929 rozpoczęto politykę wzorowaną na sowieckiej, rozpoczęto kolektywizacje rolnictwa, nie zlikwidowano jednak prywatnego rzemiosła. Nastąpiła też kampania walki z religią, ograniczona po 1937 roku. W 1941 roku zmieniono klasyczny alfabet mongolski, na nowy, oparty na cyrylicy.
W 1926 roku powołano Tuwińską Republikę Ludową, choć w praktyce rządy komunistyczne w Tuwie trwały już od 1920 roku. Kraj pozostawał niezależny w sprawach polityki wewnętrznej, natomiast na arenie międzynarodowej reprezentowany był przez Rosję Radziecką, a następnie Związek Radziecki. W okresie leninowskim władzę w kraju sprawował lama Donduk Kuular, który ustanowił buddyzm oficjalną religią państwową. Po objęciu władzy przez Józefa Stalina w Rosji, Kuular został aresztowany (1929 r.) a władzę w kraju przejął Sołczak Toka. Rozpoczęto politykę kolektywizacji rolnictwa i zwalczania buddyzmu i szamanizmu. W 1944 roku kraj został włączony do Związku Radzieckiego jako Tuwiński Obwód Autonomiczny.

### Chińska wojna domowa
W latach dwudziestych rządzący na południu Chin Kuomintang pod przywództwem Sun Jat-sena, zaczął współpracować ze Związkiem Radzieckim. Wielu działaczy powiązanych z tą partią odbyło studia w Moskwie, radzieccy doradcy uczestniczyli w formowaniu i zbrojeniu armii chińskiej. Wizerunek Czang Kaj-szeka pojawiał się obok wizerunków Marksa, Lenina i Stalina w czasie moskiewskich obchodów 1 maja. Do rozłamu doszło w 1926 roku, gdy z partii wydaleni zostali zwolennicy Międzynarodówki Komunistycznej, a Kuomintang zerwał współpracę z założoną w 1921 roku Komunistyczną Partią Chin. Powodem rozłamu były rozruchy w Nankinie zajętym przez połączone siły KPCh i Kuomintangu w czasie ekspedycji północnej. Doszło do zamieszek przeciw obcokrajowcom, a w rezultacie w kierunku miasta otworzyła ogień kanonierka brytyjska. Winą za zamieszki wzajemnie obarczali się narodowcy i komuniści. 12 kwietnia 1927 wojska Czanga Kaj-szeka rozpoczęły falę aresztowań komunistów w Nankinie. Popierany przez KPCh, lewicowy rząd w Wuhanie został rozwiązany. Z podporządkowanej Kuomintangowi Armii Narodowo-Rewolucyjnej wydalono doradców radzieckich i wszystkich komunistów. W odpowiedzi na represje komuniści wywołali kilka powstań antyrządowych.
W listopadzie 1931 komuniści powołali Chińską Republikę Rad ze stolicą w Ruijin. W mieście odbył się zjazd delegatów regionalnych rad, w czasie którego powołano do życia nową, wzorowaną na radzieckiej, konstytucję. W wyniku ofensywy rządowej w 1934 roku, Chińska Republika Rad została rozbita, a Chińska Robotniczo-Chłopska Armia Czerwona przegrupowała się, przemieszczając się na tereny Chin północno-zachodnich. Przegrupowanie to nazwane zostało jako Długi Marsz, w którym wycofujące się wojska komunistyczne na skutek pościgu wojsk rządowych straciły ponad 50% stanu osobowego. W 1935 od władzy w partii komunistycznej odsunięto 28 bolszewików, a nowym przywódcą został Mao Zedong.
Do zawieszenia broni doszło w czasie wojny chińsko-japońskiej (1937-1945). KPCh pod wodzą Mao stała się łącznikiem między Chinami a ZSRR. Kontakty te skutkowały polepszeniem stosunków między krajami i militarnym wsparciem ZSRR po stronie Chin. Do kontynuacji konfliktu wewnętrznego doszło po kapitulacji wojsk japońskich w 1945 roku.

### Inne kraje
Komunistyczna Partia Holandii powstała w wyniku przekształcenia Partii Socjaldemokratycznej (Sociaal-Democratische Partij). W procesie kształtowania partii kluczową rolę odegrały także koalicyjne wobec SDP Socialistische Partij i Bond Christen Socialisten. Komunistyczna Partia Wielkiej Brytanii powstała w 1920 roku, w jej skład weszli działacze lewego skrzydła Brytyjskiej Partii Socjalistycznej i Socjalistycznej Federacji Robotniczej, a także niektórych działaczy Partii Pracy. Ewenementem była Brazylijska Partia Komunistyczna, która powstała na gruncie, wcześniejszych organizacji anarchistycznych.

## Lata 30. – Front Ludowy i stalinizm

### Front Ludowy
Szczególnie zaciętymi przeciwnikami formacji komunistycznych były organizacje skrajnie prawicowe. We Włoszech w 1922 roku, faszyści pod przywództwem Benito Mussoliniego zorganizowali marsz na Rzym, w wyniku którego król oddał im władzę w państwie. Wraz z tym rozpoczęto kampanię represji wobec działaczy lewicy.
Również w Republice Weimarskiej na przełomie lat dwudziestych i trzydziestych zaostrzała się walka między lewicą a prawicą. Jeszcze przed objęciem władzy przez Adolfa Hitlera w 1933 r., na ulicach niemieckich miast działacze Akcji Antyfaszystowskiej i Roter Frontkämpferbund toczyli regularne bitwy z nazistowskimi SS i SA. W nocy z 27 na 28 lutego 1933 r. spłonął budynek Reichstagu. O podpalenie oskarżony został holenderski komunista Marinus van der Lubbe (skazany na karę śmierci, uniewinniony pośmiertnie w 2008 roku). Na miejscu znajdować się mieli także przewodniczący KPD w Reichstagu, Ernst Torgler, oraz członkowie Kominternu Georgi Dymitrow, Błagoj Popow i Wassil Tanew (uniewinnieni z braku dowodów). Pożar spowodował wzrost nastrojów antykomunistycznych i przyczyniły się do przekazania władzy NSDAP i Hitlerowi 24 marca 1933 r. W lipcu 1933 r. NSDAP stała się jedyną legalną partią na terenie Niemiec. Niemieccy socjaliści i komuniści, a także działacze nienazistowskich związków zawodowych byli prześladowani i zamykani w obozach koncentracyjnych. Lider KPD, Ernst Thälmann zginął w 1944 roku w obozie koncentracyjnym w Buchenwaldzie.
Walka z organizacjami skrajnie prawicowymi spowodowała zbliżenie między komunistami a innymi ruchami lewicowymi. Po VII Kongresie Międzynarodówki Komunistycznej w 1935 r. powstał Front Ludowy – koalicja ruchów socjalistycznego, socjaldemokratycznego i komunistycznego, którego celem miało być zdobywanie władzy w poszczególnych krajach, za pomocą procedur demokracji parlamentarnej. Front przejął władzę we Francji i Hiszpanii.
W Polsce polityka Frontu Ludowego określana była jako polityka jednolitofrontowa i dotyczyła współdziałania KPP z częścią środowisk PPS.

### Hiszpańska wojna domowa
W odpowiedzi na zwycięstwo wyborcze Frontu Ludowego w Hiszpanii, wojsko korzystające z poparci faszystowskiej Falangi i monarchistycznego ruchu karlistów dokonało zamachu stanu, który szybko zamienił się w wojnę domową. Głównymi siłami hiszpańskiego Frontu była Republikańska Lewica Katalonii, Unia Republikańska, Hiszpańska Socjalistyczna Partia Robotnicza, Komunistyczna Partia Hiszpanii oraz Robotnicza Partia Marksistowskiej Unifikacji. Już po wybuchu wojny lewicowy rząd uzyskał poparcie anarchistów, separatystów katalońskich i baskijskich, liberałów oraz części ruchu ludowego. Rząd republikański był wspierany przez ZSRR, Meksyk i Francję, frankiści natomiast przez III Rzeszę i Włochy.
Z inicjatywy Międzynarodówki Komunistycznej powstały Brygady Międzynarodowe, skupiające lewicowych ochotników z wielu państw świata. Celem Brygad była obrona legalnego rządu Republiki Hiszpańskiej. Polacy weszli w skład Brygady im. Jarosława Dąbrowskiego, Włosi uczestniczyli w Brygadzie im. Giuseppe Garibaldiego, Niemcy i Austriaccy w Brygadzie im. Ernsta Thälmanna, Francuzi w Brygadzie im. Marsylianki, Amerykanie natomiast w Brygadzie im. Abrahama Lincolna.

### ZSRR
Lata 1936–1939 w Związku Radzieckim określa się mianem wielkiego terroru. Nastąpiło wtedy nasilenie represji ze strony aparatu biurokratycznego i policyjnego. Ofiarami represji padły miliony osób. Represje wymierzone były także w działaczy komunistycznych, co określane jest jako „wielka czystka”. Stracono wtedy większość wyższych kadr partii, ponieważ w dużej części były przeciwne rządom Stalina i nie podlegały dyscyplinie partyjnej. W procesach moskiewskich zamordowanych zostało wielu starych bolszewików, którzy grali znaczącą rolę podczas rewolucji rosyjskich z 1917 roku i rządzie radzieckim w okresie kierownictwa Lenina. Straceni zostali między innymi Lew Kamieniew, Grigorij Zinowjew, Aleksiej Rykow i Nikołaj Bucharin. Wielu komunistów po torturach zostało zmuszonych do przyznania się do winy i straconych. Zginęła też wtedy większa część polskich działaczy komunistycznych przebywających w ZSRR. Radzieckie służby bezpieczeństwa uważały KPP za „polskich szpiegów, prowokatorów i dywersantów”. Zginęli między innymi weterani SDKPiL i PPS-Lewicy, Adolf Warski, Stanisław Bobiński, Maria Koszutska, Józef Unszlicht, Maksymilian Horwitz, Julian Leszczyński, Jerzy Heryng, Władysław Stein-Krajewski, Stanisław Łańcucki, Stefan Królikowski. W czasie czystki zginęła także duża liczba komunistów fińskich, chińskich, węgierskich. Zginął między innymi były przywódca Węgierskiej Republiki Rad Béla Kun.

### Opozycja antystalinowska
W partiach komunistycznych kładziono duży nacisk na dyscyplinę wobec celów formułowanych przez przywódców, a także zakazywano krytyki partii na zewnątrz. Po dojściu do władzy, partie komunistyczne stapiały się z aparatem państwowym. Na ogół szybko zatracały swoją ideowość i stawały się często środkiem do podniesienia statusu społecznego osób z kręgu partii. W Związku Radzieckim, po dojściu do władzy Józefa Stalina, w partii komunistycznej całkowicie zlikwidowana została demokracja wewnątrzpartyjna, a obywatele kraju poddani terrorowi. Zastosowany tam autorytarny model sprawowania władzy, został również przeniesiony do Międzynarodówki.
Działacze komunistyczni sprzeciwiający się stalinizmowi założyli w 1938 r. z inicjatywy Lwa Trockiego IV Międzynarodówkę, której celem była walka z kapitalizmem, jak i ze stalinizmem i faszyzmem. Wśród komunistów trockizm stał się główną alternatywą ideową dla stalinizmu.
W Polsce ruch trockistowski reprezentowała tzw. Opozycja KPP zawiązana w 1932 roku. Odrzucała ona teorie socjalfaszyzmu, a za główne zagrożenie wobec ruchu robotniczego uważała faszyzm. Elementy myśli Lwa Trockiego, przyjął Związek Niezależnej Młodzieży Socjalistycznej „Spartakus” do którego należeli między innymi Krzysztof Kamil Baczyński i Konstanty Jeleński. W 1934 grupa byłych działaczy KPP założyła Związek Komunistów Internacjonalistów Polskich. Trockizm w Polsce, największą popularnością cieszył się w Warszawie, został jednak rozbity w wyniku represji policyjnych w roku 1935. Do prześladowań trockistów doszło także na terenach zajętych w czasie kampanii wrześniowej przez Związek Radziecki. W tym okresie do łagru trafił jeden z czołowych polskich filozofów marksistowskich XX wieku, Ludwik Hass.
Oprócz trockizmu (Lewicowej Opozycji) w Związku Radzieckim powstała również „Opozycja Prawicowa” powiązana z Nikołajem Bucharinem, Aleksiejem Rykowem i Michaiłem Tomskim. Zwolennikami tej tendencji byli między innymi Adolf Warski, Henryk Walecki, Maria Koszutska, Jules Humbert-Droz i Palmiro Togliatti. W Niemczech działacze SPD i KPD założyli Niemiecką Komunistyczną Partię Robotniczą. W Hiszpanii przedstawiciele nurtu antystalinowskiego założyli POUM.

## II wojna światowa – ruch oporu

### Polska
Już w 1939 na terenie Polski zaczęły powstawać podziemne organizacje komunistyczne. Jedną z pierwszych były Rewolucyjne Rady Robotniczo-Chłopskie „Młot i Sierp”, której powołały „Czerwoną Milicję”, liczącą ponad 1000 członków. W Warszawie działał Związek Walki Wyzwoleńczej. Duża część organizacji komunistycznych w Polsce wprost głosiła hasła sprzeczne z polityką Kominternu. Komuniści w początkowym okresie wojny nie byli skupieni w jednej organizacji, a w swojej działalności ograniczali się do wydawania podziemnych biuletynów, rzadko organizując akcje bojowe. Do większego rozwoju ruchu komunistycznego w okupowanej Polsce, doszło po ataku Niemiec na ZSRR. W 1942 roku powstała Polska Partia Robotnicza grupująca dużą część wcześniejszych lewicowych organizacji konspiracyjnych. W odróżnieniu od poprzedniczek była jednak podporządkowana ZSRR i Kominternowi. Za początek partii uznaje się przyjazd z ZSRR na tereny Polski Grupy Inicjatywnej PPR, składającej się z polskich komunistów. Organizacją młodzieżową partii był Związek Walki Młodych. Partia na skutek silnych represji hitlerowskich ograniczyła działalność, tworząc pierwsze komunistyczne oddziały partyzanckie. Początkowo grupy bojowe skupione były w Gwardii Ludowej. Następnie połączyły się z innymi grupami lewicowymi i ludowymi w Armię Ludową. Oprócz walki z okupantem, GL-AL sporadycznie toczyła walki z NSZ i innymi organizacjami podziemnymi. W czasie powstania warszawskiego, AL razem z innymi formacjami lewicy utworzyła Połączone Siły Zbrojne AL, PAL i KB.
Samodzielność wobec GL-AL zachował Polski Sztab Partyzancki, koordynujący działalność Polaków w partyzantce radzieckiej. Jednym z większych oddziałów PSP było Zgrupowanie Partyzanckie „Jeszcze Polska nie zginęła” na czele którego stał Robert Satanowski. Kres komunistycznej konspiracji w Polsce położyło wkroczenie do kraju Armii Berlinga, w skład której włączona została Armia Ludowa. Oddziały Armii Ludowej dalej znajdujące się w partyzantce utworzyły natomiast „Oddziały Partyzanckie Wojska Polskiego”.

### Grecja
Grecki ruch oporu zdominowany był przez ELAS (Greckie Ludowe Wyzwoleńcze Wojsko). Formacja ta powiązana była z Narodowym Frontem Wyzwoleńczym (EAM) zawiązanym przez Komunistyczną Partię Grecji (KKE) i inne ugrupowania republikańskie w 1941 roku. Do lata 1943, ELAS opanowała większą część terenów górskich, tworząc na ich obszarze partyzanckie, ludowe państwo EAM/ELAS. Na jego terenie, odbyły się wybory samorządowe, w powszechnym głosowaniu wybrano 180 członków Rady Narodowej, w wyborach wzięło udział ponad 1,5 miliona osób. Utworzono także sądy ludowe, zorganizowano system powszechnej opieki zdrowia i edukacji. Państwo upadło po ofensywie hitlerowskiej pod koniec 1943 r., ale zostało stopniowo odbudowane w 1944. Inną organizacją konspiracyjną ruchu komunistycznego, była Organizacja Ochrony Ludowych Bojowników. Działała ona w konspiracji, zajmując się przede wszystkim wykonywaniem wyroków śmierci w imieniu innych organizacji konspiracyjnych (głównie ELAS), stąd też często uważana była za tajną policję tej organizacji.

### Partie komunistyczne w Europie Zachodniej
Postawa ZSRR na początku II wojny światowej wywołała falę sprzeciwu w zachodnich partiach komunistycznych. Komunistyczna Partia Wielkiej Brytanii (CPGB), znana z posłuszeństwa wobec polityki ZSRR, początkowo poparła wojnę przeciwko Niemcom i udział w niej Wielkiej Brytanii. Po interwencji Stalina, wycofała jednak poparcie potępiając wojnę jako imperialistyczną. Po inwazji III Rzeszy na ZSRR, CPGB ponownie poparła udział Wielkiej Brytanii w wojnie. Przeciwnikami jakiegokolwiek zaangażowania w wojnie był skrajnie pacyfistyczny nurt trockistowskiej Rewolucyjnej Partii Komunistycznej.
Komuniści byli jednym z głównych nurtów ruchu antyhitlerowskiego Europy Zachodniej. We Francuskiej Partii Komunistycznej (PCF) wybuchł konflikt między zwolennikami konsekwentnego antyfaszyzmu a proradzieckimi zwolennikami polityki neutralności. Francuska Partia Komunistyczna początkowo prezentowała postawy antywojennej. Od 1940 działacze ugrupowania brali jednak udział w oporze przeciw represjom nazistowskim. Po ataku Niemiec na ZSRR w 1941 roku, komunistyczny ruch oporu został zasilony przez wielu nowych ochotników. W dniu 21 sierpnia 1941, pułkownik Pierre Georges, weteran Brygad Międzynarodowych, dokonał zamachu na niemieckiego oficera na stacji paryskiego metra. Był to pierwszy przejaw aktywności zbrojnej PCF, po którym nastąpiły kolejne. W konsekwencji, 20 października 1941 r., Niemcy dokonali egzekucji 98 zakładników, wśród których znaleźli się czołowi działacze lewicy.
Z inicjatywy komunistów powstał również podziemny ruch oporu Francs-Tireurs et Partisans (Wolni strzelcy i partyzanci; FTP), do którego przyjmowano jednak także przedstawicieli innych opcji politycznych. Jego członkowie zaangażowani byli zarówno w akcje sabotażowe, jak i walki partyzanckie. Liczbę żołnierzy FTP w 1944 szacuje się na 100.000. W czasie wojny do PCF dołączyło wielu znanych artystów i intelektualistów, w tym malarz Pablo Picasso i filozof Jean-Paul Sartre. Po zakończeniu wojny, niektóre radykalne grupy komunistyczne dążyły do wywołania rewolucji, jednak zwyciężyła tendencja na rzecz tworzenia rządu Frontu Ludowego.

### Jugosławia
Na terenie Jugosławii działała Narodowa Armia Wyzwolenia Jugosławii (NOVJ), na czele której stał Josip Broz Tito. NOVJ była największą armią partyzancką walcząca z włoskimi i niemieckimi okupantami na Bałkanach. Oprócz walk z okupantami, NOVJ zwalczała faszystowski ruch chorwackich Ustaszy i nacjonalistycznych, serbskich Czetników. Członkami armii byli obywatele Jugosławii, a także obcokrajowcy. Inną grupą o charakterze lewicowym był Front Wyzwolenia Ludu Słoweńskiego, który grupował min. działaczy związanych z Komunistyczną Partią Słowenii, chrześcijańskich socjalistów, oraz środowiska lewicy intelektualnej skupione wokół pism Sodobnost i Ljubljanski Zvon. W 1944 roku organizacja zmieniła nazwę na „Socjalistyczny Sojusz Ludzi Pracy Słowenii”, a następnie została włączona do NOVJ. Największymi bitwami między partyzantami NOVJ a okupantami były bitwa nad Sutjeską i nad Neretwą. W 1941 r. jugosłowiańscy komuniści ogłosili powstanie Užickiej Republiki Radzieckiej, która przetrwała 55 dni.

## Zimna wojna

Kula ziemska w godle ZSRR wskazuje na uniwersalistyczne aspiracje komunistów, do budowy komunizmu na całym świecie

Udział Związku Radzieckiego w koalicji antyhitlerowskiej nie zmienił generalnie negatywnego nastawienia opinii publicznej wobec komunistów. Ruch komunistyczny był postrzegany jako rywal i zagrożenie wobec zachodnich demokracji.
Po wojnie większość partii komunistycznych podporządkowana była Związkowi Radzieckiemu i była włączona w jego politykę zagraniczną. Komuniści przejęli władzę w wielu państwach Europy Środkowej i Wschodniej. Związek Radziecki wraz z uzależnionymi od niego państwami zaczęto określać jako blok wschodni. Wraz z tym ukształtował się podział świata na dwa rywalizujące obozy, skupione wokół Stanów Zjednoczonych i Związku Radzieckiego. Konflikt zwany zimną wojną przebiegał a wielu płaszczyznach, od wyścigu zbrojeń po eksplorację kosmosu.
Rządy na wzór radziecki zostały wprowadzone w Bułgarii, Czechosłowacji, NRD, Polsce, na Węgrzech i w Rumunii. Komunistyczny rząd powstał również w Jugosławii, lecz niezależna polityka prowadzona przez marszałka Tito doprowadziła do wydalenia Jugosławii z Kominformu. Niezależny rząd komunistyczny powstał też w Albanii. W 1949 roku Komunistyczna Partia Chin, kierowana przez Mao Zedonga, utworzyła Republikę Ludową, która zerwała z ZSRR i blokiem wschodnim w czasie rozłamu chińsko-radzieckiego.
Rządy komunistyczne objęły też władzę w licznych krajach rozwijających się, np. na Kubie (1959), w Korei Północnej (1945), Wietnamie (1954), Laos (1975), Kambodża (1975), Angola (1975) i Mozambik (1975). W wielu innych krajach komuniści byli znaczącą siłą polityczną, starającą się zdobyć władzę.
Rywalizacja między komunistami a innymi ugrupowaniami doprowadzała wielokrotnie do konfliktów zbrojnych. W 1949 roku doszło do wybuchu wojny koreańskiej pomiędzy komunistami z północy a wojskami Republiki Korei, wspieranej przez siły ONZ (głównie amerykańskie). Korea podzieliła się na dwa państwa: komunistyczną Koreańską Republikę Ludowo-Demokratyczną i autorytarną Republikę Korei. Na Kubie w 1959 roku po obaleniu proamerykańskiego reżimu Fulgencio Batisty władzę przejęli komuniści z Fidelem Castro na czele.
W 1957 r. doszło do wybuchu wojny w Wietnamie. Walki toczyły się między komunistycznym Wietnamem Północnym, wspieranym przez ZSRR i Chiny, a Wietnamem Południowym wspieranym przez Stany Zjednoczone i sojuszników. W wyniku wojny Wietnam został zjednoczony przez komunistów. Komuniści przejęli też władzę w sąsiednich państwach: Laosie i Kambodży.
W wielu krajach zachodnich, obawiano się ruchów komunistycznych, co prowadziło do represji. 9 lutego 1950 roku senator Joseph McCarthy z Wisconsin oskarżył 205 Amerykanów pracujących w Departamencie Stanu o bycie agentami komunistycznymi. Było to początkiem antykomunistycznej paniki w Stanach Zjednoczonych, określanej jako polityka makkartyzmu, wymierzoną w osoby podejrzane o lewicowe sympatie.
Na początku 1980 roku prawie jedna trzecia ludności świata mieszkała w państwach komunistycznych, w tym większość w Związku Radzieckim i ChRL.

## Rozpad bloku wschodniego
W 1985 roku Michaił Gorbaczow został sekretarzem generalnym KC KPZR. Rozpoczął on w Związku Radzieckim politykę pieriestrojki (przebudowy) i głasnosti (jawności). Jednocześnie w wielu krajach bloku wschodniego narastała opozycja. Najbardziej znaczącym ruchem opozycyjnym była polska „Solidarność”.
W 1989 r. rozpoczęły się w Polsce rozmowy między rządem a opozycją, które doprowadziły do wyborów parlamentarnych, a w konsekwencji do utraty przez komunistów władzy i głębokich przemian społeczno-gospodarczych.
Również w pozostałych krajach socjalistycznych nastąpiły reformy, prowadzące do przemian ustrojowych i rozpadu bloku wschodniego (tzw. Jesień Ludów). Symbolicznym wydarzeniem był upadek Muru Berlińskiego w 1989 r. W 1990 r. nastąpiła zmiana ustroju w NRD, Czechosłowacji, Bułgarii, Rumunii i Węgrzech. W 1991 roku rozwiązano Związek Radziecki.